# Matías Campos López
Matías Rodrigo Campos López (Santiago, 18 de agosto de 1991) es un futbolista profesional chileno. Juega de delantero y su equipo actual es Everton de la Primera División de Chile. Proviene de las divisiones inferiores de Audax Italiano, debutó en el primer equipo con la camiseta número 19, el 10 de julio de 2009.
Debido a la coincidencia tanto de su nombre de pila como de su primer apellido con quien fue compañero de equipo en Audax Italiano y en Universidad de Chile, Matías Campos Toro, a ambos jugadores se les suele llamar por sus dos apellidos respectivos («Campos López» y «Campos Toro») para evitar confusiones.

## Clubes
| Club                        | País  | Año       | PJ | G  |
| --------------------------- | ----- | --------- | -- | -- |
| Audax Italiano              | Chile | 2009      | 14 | 0  |
| → Iberia (cedido)           | Chile | 2010-2011 | 29 | 9  |
| Audax Italiano              | Chile | 2012      | 4  | 0  |
| Audax Italiano B            | Chile | 2012      | 27 | 15 |
| → San Luis (cedido)         | Chile | 2013-2014 | 51 | 24 |
| → Unión San Felipe (cedido) | Chile | 2014-2015 | 44 | 23 |
| Audax Italiano              | Chile | 2015      | 8  | 1  |
| → Deportes Temuco (cedido)  | Chile | 2016      | 11 | 0  |
| → Rangers (cedido)          | Chile | 2016      | 15 | 2  |
| → Unión San Felipe (cedido) | Chile | 2017      | 14 | 2  |
| San Marcos de Arica         | Chile | 2017      | 19 | 10 |
| Palestino                   | Chile | 2018      | 33 | 16 |
| Universidad de Chile        | Chile | 2019      | 12 | 1  |
| → Palestino (cedido)        | Chile | 2020      | 23 | 2  |
| Everton                     | Chile | 2021-Act. | 38 | 8  |

## Palmarés

### Títulos nacionales
| Título     | Equipo          | País    | Año  |
| ---------- | --------------- | ------- | ---- |
| Primera B  | San Luis        | Chile   | 2013 |
| Primera B  | Deportes Temuco | 2015-16 |      |
| Copa Chile | Palestino       | 2018    |      |